# 弗赖堡剧院
47°59′44″N 7°50′43″E / 47.99556°N 7.84528°E

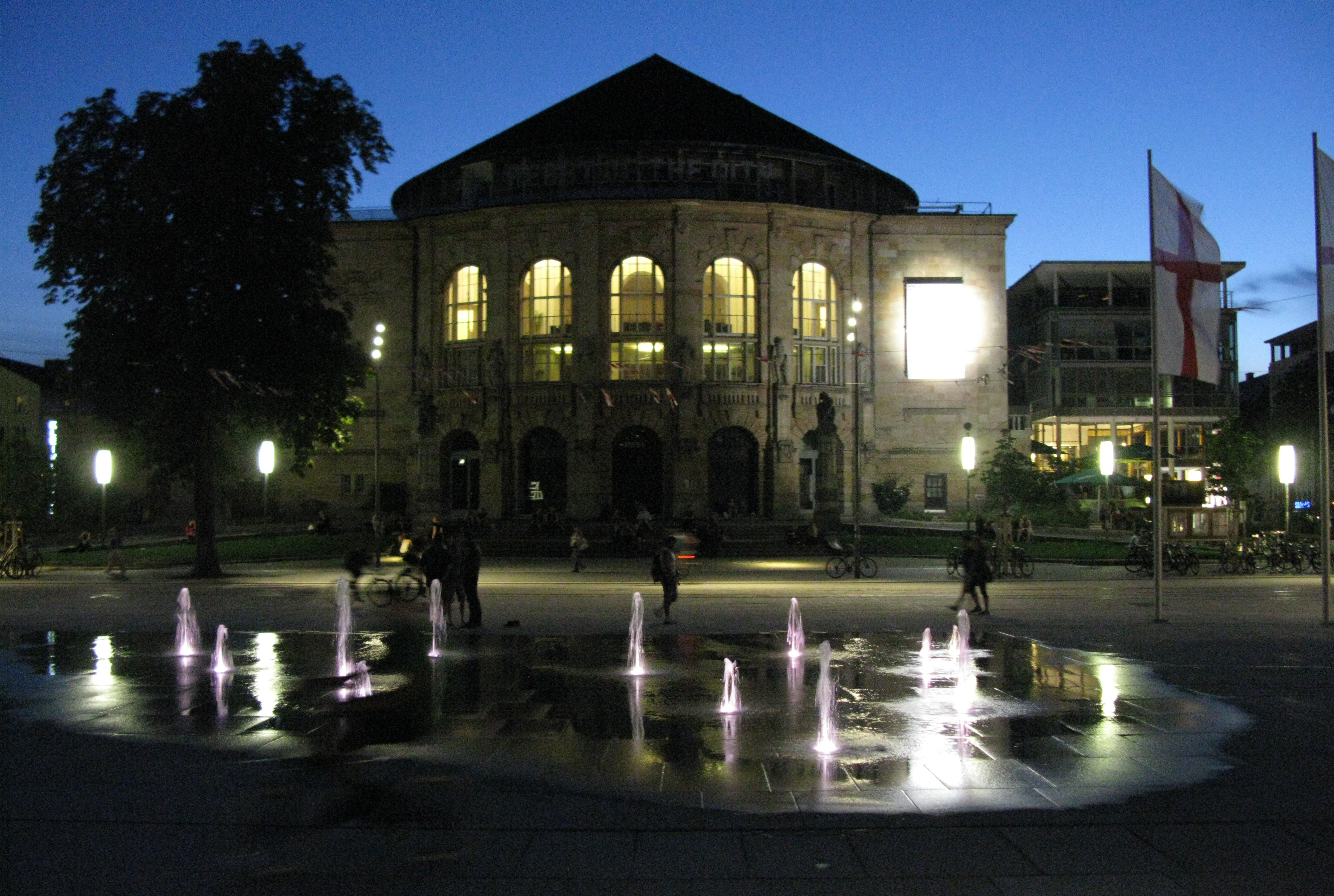
东部立面

弗赖堡剧院（Theater Freiburg）是德国巴登-符腾堡州弗赖堡最古老和最大的剧院。它位于老城中心区边缘，包括4个部分：大舞台（Große Haus），小舞台（Kleine Haus），Kammerbühne（chamber stage）和工作坊（Werkraum）。

## 历史
直到1810年代，弗赖堡的戏剧演出主要是在主教座堂广场的谷仓。后来因不适合作为现代剧场，决定利用废弃的奥斯定会修道院教堂作为剧院。建筑师克里斯托弗·阿诺德进行重新设计。1823年剧院开幕。首演剧目为戈特霍尔德·埃夫莱姆·莱辛的《爱米丽雅·迦洛蒂》。
目前的剧院建筑始建于1905年，由柏林建筑师海因里希·泽林设计，新巴洛克风格，位于原沃邦城防御工事的一部分。 其雕塑出于本市六位雕塑家和一位柏林同行之手。该建筑1910年10月8日向公众开放，首演剧目为弗里德里希·席勒的《华伦斯坦》和理查德·瓦格纳的《纽伦堡的名歌手》。
在第一次世界大战中表演先是减少，最后在1915年9月14日完全停止。1917年4月14日，剧院的南立面在空袭中受损。1919年1月戏剧表演重新开始。1936年增加了新的舞台，“Kammerspiele” (chamber plays)。1939年夏季，该市建设部门的负责人Joseph Schlippe按当时的风格进行改建。大部分新艺术运动风格粉刷被除去，整个建筑呈现简单的风格。
1944年9月1日，弗赖堡剧院与所有德国的剧院全数关闭。几个月后，在1944年11月，弗赖堡遭到轰炸，剧院损失惨重。1945年10月演出恢复，上演的是戈特霍尔德·埃夫莱姆·莱辛的《智者纳旦》。第二次世界大战后不久，原建筑由市长霍夫曼重建。为促进剧院的快速重建，市长本人举办钢琴音乐会，筹集到12万德国马克，以资助该项目。
1949年12月，大舞台重新开放，首演剧目为理查德·瓦格纳的《纽伦堡的名歌手》。1962年装修时，富于装饰性的新艺术运动风格山墙终被拆除。